# 閾值電位
阈值电位是电生理学中的一個概念，是指膜电位達到即將能產生动作电位時的狀態。當膜电位的值達到 –50 和 –55 mV之间時，此時就可以說閾值電位已出現。